# Contumace
Un procès par contumace et une condamnation par contumace sont une décision judiciaire prononcée par un juge à l'issue d'un procès, en l'absence de la personne jugée,.
Suivant les pays, le terme de « défaut criminel » ou « in absentia » peut être employé.
La personne jugée par contumace est appelée le « contumax ».
« Contumace » vient du latin contumacia qui signifie « obstination orgueilleuse », de tumere : se gonfler. Le mot est de genre féminin.

## Législation suivant les pays

### Droit américain
Aux États-Unis, la procédure par contumace est connue sous le terme latin « in absentia ». La législation varie selon les États. En règle générale, en droit fédéral, lorsqu'une personne est absente au moment du procès criminel, celui-ci n'est pas invalidé en raison de principes de droit constitutionnel. Néanmoins, un procès fédéral peut continuer si l'accusé est présent à l'ouverture du procès et est plus tard absent, au moins dans certaines circonstances.

### Droit belge
En Belgique, la procédure de contumace a été abrogée au profit d'une procédure par défaut de type classique, l'opposition est ainsi ouverte aux parties défaillantes.

### Droit canadien
En droit pénal canadien, le terme « contumace » n'est pas utilisé dans le Code criminel et la loi pénale favorise en règle générale la présence de l'accusé à son procès. Il n'y a pas de règle équivalente au défaut criminel du droit français, entre autres parce que les actes criminels ne sont jamais prescrits.
Il existe toutefois l'exception de l'esquive à l'art. 475 C.cr. Cet article du Code criminel prévoit que lorsque l'accusé s'enfuit de son procès, il est réputé avoir renoncé à son droit d'y assister. Cette disposition pénale explique pourquoi Radio-Canada qualifie de « contumace » la décision judiciaire dans l'affaire Moazzam Tariq, où l'accusé a été condamné pour agression sexuelle en son absence après avoir fui le Canada pour échapper à son procès.
Par ailleurs, le Code de procédure pénale du Québec contient des dispositions qui permettent au juge de rendre un jugement par défaut lorsque le poursuivant ou le défendeur ne se présente pas pour l'instruction (art. 188-189,). Cette loi provinciale est utilisée pour les infractions pénales réglementaires provinciales plutôt que les actes criminels, donc il s'agit d'un défaut pénal réglementaire plutôt que d'un défaut criminel.

### Droit français
En France, la contumace ne s'appliquait qu'en matière criminelle, en théorie devant une cour d'assises. Avant la loi Perben II en 2004, toute personne condamnée par contumace était automatiquement rejugée, sans que cela porte atteinte à ses droits d'aller en appel puis en cassation. La procédure de contumace visait donc essentiellement à éviter la prescription. La procédure de contumace était écrite (sans audition de témoins ou d'experts), sans représentation de l'accusé par un avocat, et ne comportait que des magistrats professionnels (pas de jury).
Dans l'arrêt Krombach c. France du 13 février 2001 (requête 29731/96), la Cour européenne des droits de l'homme avait relevé l'absence de représentation de l'accusé par un avocat, et condamné la France. La procédure de contumace a par la suite été supprimée. La loi du 9 mars 2004, dite loi Perben II, a institué en lieu et place une procédure dite de « défaut criminel ». Cette dernière donne lieu à des débats oraux si l'accusé est représenté par un avocat. En cas d'absence de l'accusé et de son avocat, il revient au juge de décider le report du procès ou la condamnation par défaut. Celle-ci devient irrévocable (le condamné ne peut pas faire appel). En revanche, « si l'accusé condamné par défaut se constitue prisonnier ou s'il est arrêté avant la prescription de la peine, l'arrêt de la cour d'assises est annulé et il est rejugé. »
En France, cette procédure concerne environ une soixantaine de personnes par an.

### Droit italien
En Italie, pendant longtemps, le condamné par contumace qui n'avait pas répondu aux convocations de la justice n'avait pas le droit à un nouveau procès. Depuis, une réforme permettant la possibilité pour le condamné d'être à nouveau jugé dans certains cas a été introduite.